# Dolores (Colorado)
Die Stadt Dolores ist eine Statutory Town in Montezuma County, Colorado, in den Vereinigten Staaten. Bei dem United States Census 2020 hatte die Stadt 885 Einwohner.

## Beschreibung
Dolores (spanisch für „Sorgen“ und benannt nach dem Fluss, an dem es liegt) befindet sich an der Mündung des Dolores Valley und am Oberlauf des McPhee Reservoirs etwa 64 Kilometer vom Four Corners Monument entfernt. Der Ort wurde als Bahnhof der Rio Grande Southern Railroad gegründet und ersetzte die frühere Stadt Big Bend, die heute vom McPhee Reservoir bedeckt ist. Das McPhee Reservoir ist nach einer von der New Mexico Lumber Company gegründeten Arbeitersiedlung benannt, die heute vom Stausee überdeckt wird.

## Geschichte
Im Folgenden findet man einige historische Stätten der alten Pueblo-Völker in der Region Dolores:
- Die Canyons of the Ancients Visitor Center und Museum sowie die Domniguez und Escalante Pueblos vor Ort sind im Colorado State Register of Historic Properties und im National Register of Historic Places in Montezuma County, Colorado, eingetragen.[3][4]
- Canyons of the Ancients National Monument
- O’Brien Site, eine alte Pueblosiedlung mit 11 Pueblos, die zwischen 1075 und 1150 n. Chr. bewohnt war.[3]

Andere historische Stätten, die dem Colorado State Register of Historic Properties und dem National Register of Historic Places hinzugefügt wurden, sind:
- Lebanon School, auch bekannt als das Lebanon Schoolhouse
- Southern Hotel, auch bekannt als Benny's Hogan und das Rio Grande Southern Hotel

## Geographie
Dolores befindet sich an den Koordinaten 37° 28′ 28″ N, 108° 29′ 54″ W.
Beim United States Census 2020 hatte die Stadt eine Fläche von 1,721 km².
Die Stadt beschränkt sich auf einen schmalen Talboden entlang dem Dolores River in der Nähe der Stelle, an der der Fluss aus den San Juan Mountains nach Norden fließt. Zu den bebauten Gebieten außerhalb der Stadtgrenzen gehören ausgedehnte Wohn-, Gewerbe- und kleinere Industriegebiete flussaufwärts in der Talsohle, auf dem Summit Ridge im Süd-Südwesten und auf einer Anhöhe im Westen, an der Kreuzung der Colorado Highways 145 und 184.

## Verkehr
Dolores ist Teil des Bustang-Netzes von Colorado. Es liegt an der Strecke Durango–Grand Junction Outrider.